# Scott Silveri
Scott Silveri é um produtor de televisão e escritor americano. Ele é o autor de Go On , o co-autor de Perfect Couples com Jon Pollack, e o co-autor de Joey com sua agora esposa Shana Goldberg-Meehan. Ele também foi um escritor e produtor executivo de Friends.

## Filmografia
| Ano       | Título               | Papel                                  | Notas Adicionais |
| --------- | -------------------- | -------------------------------------- | --- |
| 1992      | Mad About You        |                                        | |
| 1996-2004 | Friends              | Produtor, Escritor, Editor             | 1996-1997: Editor de história, 1997-2000: Editor Executivo de história, 1998: Co-Produtor, 1999: Produtor Supervisor, 1998-1999: Produtor, 1999-2001: Co-Produtor Executivo, 2001-2004: Produtor Executivo |
| 2004-2006 | Joey                 | Co-Autor, Escritor, Produtor Executivo | 2004-2006: Escritor, Produtor Executivo |
| 2007      | Up All Night (Filme) | Escritor                               | |
| 2010-2011 | Perfect Couples      | Co-Autor, Escritor                     | 2010-2011: Escritor, Produtor Executivo |
| 2012      | Go On                | Autor, Escritor, Produtor Executivo    | 2012: Escritor, Produtor Executivo |
| 2013      | Three Mississippi    | Escritor                               | |